# Alberto Caiumi
Alberto Caiumi, né le 26 septembre 1952 à Ascoli Piceno dans les Marches, est un coureur cycliste italien, professionnel de 1975 à 1978.

## Palmarès
- 1971
  - Giro delle Colline Chiantigiane
  - Gran Premio Calzifici e Calzaturifici Stabbiesi
- 1974
  - Bologna-Passo della Raticosa
  - Coppa Caduti Sant'Alluccio
  - Coppa Lanciotto Ballerini

## Résultats sur les grands tours

### Tour d'Italie
3 participations
- 1975 : 59e
- 1976 : 80e
- 1977 : 114e